# Libiac
Yana Raman Libiac Cancharco (conocido también como: Yana Raman, Libiac Cancharco, Libiac Binac Vilca o simplemente Liviac) era el dios preincaico del rayo. Considerado el dios creador y principal de la etnia de los Yaros o Llacuaces.
Una vez los Yaros fueron anexados por los Incas al Tahuantinsuyo, su divinidad principal pasó a reconvertirse en el dios Illapa.

## Etimología
El nombre Liviac parece tener su origen en la palabra quechua Llipiyak, la cual significa "cosa resplandeciente o bien vestido". Asimismo, el nombre Llipiyak tiene la raíz quechua Llipi o Lliphi (relámpago).
En la zona de Huaylas, Liviac viene de Llipllaq (relampagueante).

## Representación

### Yana Raman como una montaña
Al tratarse de un Jirka y/o Apu, Yana Raman es presentado en diversos mitos como una poderosa deidad montaña de aspecto oscuro, alto y tenebroso. Sin embargo, él era también dueño de una gran cantidad de animales que habitaban en las faldas de su montaña.
Debido a su aspecto y exuberancia en animales, Yana Raman era temido por otras deidades montaña; a las cuales Yana Raman venció en incontables enfrentamientos y/o competencias.
Al igual que otros dioses andinos, Yana Raman tiene la habilidad de transformarse en cualquier elemento. Según algunos mitos, el dios elegía preferiblemente la forma de un puma.

### Yana Raman como una huaca
El padre Arriaga, en su obra La extirpación de la idolatría en el Perú, ofrece algunas descripciones asociadas a Yana Raman o Liviac. En dicha fuente, se lee que Liviac era el nombre que poseía una gran roca que era considerada huaca. Asimismo, según los nativos que moraban dicha zona, aquella roca había sido partida en dos por un fulminante rayo y que a dicha roca se le solicitaba la multiplicación de los animales, plantas y la llegada del liquido celeste.

### Yana Raman como mallqui
Prosiguiendo con la información ofecida por Arriaga, este mismo menciona que una momia y/o mallqui denominada como Liuiacancharco fue encontrada en un monte aspero, el cual estaba cerca del pueblo de San Cristóbal de Rapaz. La momia se describe de la siguiente manera:

Entre ellos aquella tan famosa entre los Indios, y reuerenciada de pueblos muy distantes, que era el cuerpo de vn Curaca antiquísimo llamado Liuiacancharco, que se halló en vn monte muy áspero como vna legua del pueblo de S. Christóual de Rapaz en vna cueua debaxo de vn pabellón con su huama, o diadema de oro en la cabeça vestido con siete camisetas muy finas de Cumbi que dizen los Indios se las embiaron presentadas los Reyes Ingas antiguos. Este cuerpo como se halló, y otro de vn mayordomo suyo llamado Chuchu Michuy que estaua en diferente lugar, y era también muy reuerenciado de los Indios, se llevaron a Lima, para que los viese el Señor Virrey y el Señor Arçobispo, y boluiéndolos a los Andajes se hizo vn solemne auto, conuocando todos los pueblos de la Prouincia, y se quemaron estos cuerpos con otras muchas Huacas, con grande admiración, y espanto de los Indios, que sino fue entonces nunca auían visto a Libracacancharco y le reuerenciauan, adorauan, y temían por solo el nombre, y tradición de sus antepasados.
La extirpación de la idolatría en el Perú

La descripción ofrecida por Arriaga parece indicar el origen de la relación entre la fuerza del clima y el cuerpo difunto de un mandatario y/o figura primordial que está presente en la cosmovisión incaica. Es probable que está relación tuviera su origen en estas culturas preincas que adoraban al rayo como dios patrón y que, tras su anexión al Tahuantinsuyo, este concepto haya seguido vigente. Para los incas, el cuerpo sin vida del Sapa Inca estaba asociado con el dios Illapa, equivalente incaico de Liviac.

## La trinidad del rayo

Es posible que la trinidad andina del rayo se trate de la personificación a sus tres aspectos: rayo, trueno y relámpago.

El dios Yana Raman, al igual que otros dioses andinos del rayo, forma parte de una trinidad deífica.
Esta trinidad está compuesta de tres deidades: Ñamoc, el padre del rayo; Yana Raman, el rayo; y Uchu Libiac, el hijo del rayo.
Trinidades semejantes pueden encontrarse en el dios Catequil (trinidad compuesta de: Piguerao, hermano de Catequil; Catequil, el dios del rayo de los Cajamarca; y Mamacatequil o Cautaguan, su madre) y el dios Illapa (trinidad compuesta de: Yayan Yllapa, el padre; Chaupi Churin Yllapa, su hijo del medio; y Sullca Churin Yllapa, su hijo menor).
El concepto de Illapa como personalidad trina fue detallado por el célebre cronista Guamán Poma de Ayala. En su obra Nueva corónica y buen gobierno, él testifica lo siguiente:

«Tenían los indios antiguos conocimientos de que había un solo Dios, tres personas, de esto decían así: que el padre era justiciero, yayan runa muchochic, el hijo caritativo, churin runa cuyapayac, el menor hijo que daba y aumentaba salud y daba de comer, y enviaba agua del Cielo para darnos de comer y sustento, sulca churin causayuc micoy coc runap allin ninpac; al primero le llamaban Yayan Yllapa, al segundo Chaupi Churin Yllapa, al cuarto [sic] le llamaban Sullca Churin Yllapa, que estas dichas tres personas eran, y creían que en el Cielo era tan grande majestad y señor del Cielo y de la Tierra, y así le llamaban Yllapa.
Y después por ello los Ingas sacrificaron al Rayo y le temieron mucho; primero no le sacrificaron sino llamaban a voces mirando al Cielo todos los indios de este reino.»
Nueva corónica y buen gobierno, Capítulo 5, página 55 y 56

Según el texto anterior, Guamán Poma asevera que Illapa (el rayo) fue una poderosa divinidad desdoblada en tres personalidades que conformaban una entidad absoluta. Muchos de los numerosos pueblos precedentes a los incas establecían al rayo como el inmanente dios creador del universo y, por ende, su culto fue mayor que el culto en torno al Sol. También se menciona que los pueblos lo adoraban bajo el nombre de Yllapa y su prestigio era tal que los incas lo continuaron venerando (esto hace alusión al hecho de que los pueblos que adoraban al rayo lo continuaron venerando con dicho nombre por la creciente influencia incaica y los dioses atmosféricos anteriores se convirtieron en sus variantes regionales). Asimismo, los nativos retrataban a Illapa como un dios justiciero, etéreo y omnipotente. Estas cualidades hicieron que los nativos se refirieran al dios con el título de "Señor del Cielo y de la Tierra" (destacando su posición distante como dios celeste, pero también su intervención en la creación y propicio de la vida en la Tierra). Del mismo modo, dichas cualidades lograron hacer que el cronista equipare la figura del dios atmosférico con Dios; no obstante, es menester enfatizar el desacierto de Guamán Poma al dar testimonio sobre la trinidad celeste y mencionar la existencia de una cuarta deidad, prescindiendo completamente a la tercera. Respecto a ello, no se sabe a ciencia cierta si fue un error o algún guiño de sincretismo religioso por parte del cronista. A raíz de esto, diversos investigadores llegaron a la conclusión de que estas trinidades habrían sido posiblemente creadas para tratar de homologarlas con la Santísima Trinidad (Padre, Hijo y Espíritu Santo). 

## Características de su culto

### Culto en un tiempo mítico
Los Yaros fueron un grupo de pastores que se establecieron en la sierra central andina del actual Perú. En dicha zona, ellos tuvieron constantes enfrentamientos y alianzas con el pueblo de los Huari. En consecuencia, los Huari fueron los que designaron a los Yaros como Llacuaces (pueblo bárbaro o invasor).
Los pueblos Yaros decían descender de Yana Raman y, por ende, se proclamaban "hijos del Rayo"; mientras el pueblo de los Huari (también llamados Llactas) decían descender de su dios Huari y, como tal, se proclamaban "hijos del Sol".
Asimismo, es menester puntualizar que algunos relatos presentan a los ancestros de los Llactas y Llacuaces con diversas características sobrenaturales, lo cual los ubica dentro de un tiempo mítico.
Por ejemplo, se menciona que los progenitores de los Llactas eran descendientes de los antiguos gigantes barbados que había creado el Sol. Estos primeros Llactas salían únicamente de noche, y con su simple mirada, hacían sementeras y abrían acueductos. También se dice que algunos eran bifrontes (tenían dos rostros: uno adelante y otro atrás) y que comían gente. Asimismo, tenían la capacidad de convertirse en aves y su canto indicaba que vendrían a devorar humanos o presagiaban la muerte de alguien.
Con respecto a los Llacuaces, se menciona que los primeros de ellos habían sido creados por el Rayo. Estos primeros Llacuaces eran invisibles, aunque a veces se dejaban ver, y andaban por debajo de la tierra.

### Organización del culto a Liviac
Los Llacuaces de la Provincia de Huaylas tenían por ancestro a Liviac Cancharco, numen del rayo; pues él había dado origen al género humano y a las plantas comestibles, además de que él era quien otorgaba la vida, la lluvia y producía los alimentos, razón por la cual lo adoraban.
En relación con esto, Bernardo de Noboa refiere que los Llacuaces de San Francisco de Otuco rendían culto a Liviac tres veces al año para propiciar la fertilidad de la tierra. La primera celebración la hacían por Navidad, para que lloviera, la segunda en febrero, antes de labrar sus sementeras, para que dieran buenas cosechas y, por último, en la fiesta de Corpus Christi, cuando comenzaba a darse el maíz.

### El nacimiento de dos mazorcas de maíz unidas
Según la obra Extirpación de la Idolatría en el Pirú, del jesuita Pablo José de Arriaga, explica sobre un danza conocida como Ayrihua, la cual era dedicada a la diosa Mama Sara y al dios Liviac. En dicha obra, se plasma la siguiente información:

«Zaramamas, son de tres maneras, y son las que se qüentan entre las cosas halladas en los pueblos. La primera es vna como muñeca hecha de cañas de maíz, vestida como muger con su anaco, y lliclla, y sus topos de plata, y entienden, que como madre tiene virtud de engendrar, y parir mucho maíz [...] Otras son de piedra labradas como choclos, o mazorcas de maíz, con sus granos relevados, y de éstas suelen tener muchas en lugar de Conopa. Otras son algunas cañas fértiles de maíz, que con la fertilidad de la tierra dieron muchas maçorcas, y grandes, o quando salen dos maçorcas juntas, y éstas son las principales Zaramamas, y assí las reverencian como a madres del maíz, a éstas llaman también Huantayzara, o Ayrihuayzara [...] y colgando estas cañas con muchos choclos de vnos ramos de sauce baylen con ellas el bayle, que llaman Ayrihua, y acabado el bayle, las queman, y sacrifican a Liviac, para que les dé buena cosecha. Con la misma superstición guardan las mazorcas del maíz, que salen muy pintadas, que llaman Micsazara, o Matayzara, o Caullazara, y otros que llaman Piruazara, que son otras maçorcas en que van subiendo los granos no derechos sino haziendo caracol. Estas Micsazara, o Piruazara, ponen supersticiosamente en los montones de maíz, y en la Piruas (que son donde guardan el maíz) parque se las guarde.»
Extirpación de la Idolatría en el Pirú, página 16

## Mitología

### El nacimiento de Yana Raman
En un pueblo llamado Guacras, parcialidad de los Chucas, los cuales en aquel tiempo eran muchos y que un indio de este pueblo llamado Atunchuca estaba yendo a cazar vicuñas y venados en el cerro de Raco (actual Pasco).
En dicho cerro, que está en la meseta de Bombón, el pastor Atunchuca encontró a una criatura recién nacida que estaba envuelta. Decían que dicha criatura había caído del cielo en forma de un poderoso rayo. Como el dicho Atunchuca no tuvo hijos, tomó al solitario muchacho Yana Raman para criarlo.
Dentro de cinco días, la pequeña criatura creció y ya tenía la suficiente edad para ayudar a su padre adoptivo en apacentar a las llamas. Como el dicho Atunchuca tenía gran suma de estos auquénidos, en el mismo pueblo de Guacras, le entregó sus animales a Yana Raman para que este las apacentase.
Sin embargo, apenas lo dejaron solo, el joven Yana Raman, transformado en puma, iba devorándose todo el ganado. Al percatarse de la merma del ganado, Atunchuca envió un mensajero al dicho Yana Raman para que viniese con todo el ganado. Yana Raman llevó todo el ganado, se lo entregó y luego se fue sin atender ninguna súplica para volver.
Aunque Atunchuca se aseguró de encerrar bien a las llamas, estas se salieron del corral y siguieron a Yana Raman hasta un cerro llamado Puma Catac. En dicho lugar, el joven dios se encontró con sus hermanos Carhuapincollo y Carhuamachacuay. Tras seguir el rastro de su ganado, Atunchuca llegó hasta dicho cerro y Yana Raman, muy enojado, le pidió que se retirase llevándose a sus llamas. De retorno a su casa, en el trayecto, Atunchuca y las llamas se convirtieron en piedras en la zona de Yanacallán (a tres leguas de Guacras), adonde Yana Raman es conocido como Libiac Cancharco, nombre dedicado al rayo.
Y con todo esto dan a entender que Yana Raman y Libiac Cancharco son la misma deidad. También se menciona como el pastor Atunchuca es adorado porque crío al dicho Yana Raman. De esta manera, todos los indios de las parcialidades de Cauri tienen por costumbre adorar a dicho dios en sus bailes de la Llaspa y otros.

### Los hijos de Libiac Binac Vilca
En el pueblo de Cauri (actual Huánuco), Yana Raman fue conocido con el nombre local de Libiac Binac Vilca.
Según ellos, el dicho Libiac era un hombre divino que había caído del cielo a una llanura. Dicha llanura fue creciendo hasta convertirse en un globo grande. La parte de la tierra hinchada pasó a transformarse en el cerro de Raco, el cual forma parte de los elevados picos del lado oriental de la cordillera Huayhuash.
Allí, Libiac dejó a tres de sus hijos, los cuales son:
- Raria Paucar.
- Callupa.
- Nabpara o Naopara.

A estos tres míticos personajes debe el pueblo de Cauri su procedencia.
Con respecto a Libiac, el pueblo lo tuvo por dios supremo; pues creían que el dicho Libiac subió a los cielos, en el mismo lugar donde yace el Sol.

### Yana Raman y Sheguel Huamán
Antiguamente había una montaña de aspecto alto, claro y esbelto que se levantaba al centro del Lago Lauricocha. Era una montaña o Jirca bueno, generoso. Este era Sheguel Huamán.
A un extremo del mismo lago se encontraba, y se encuentra hasta hoy una montaña de aspecto opaco, alto, tenebroso. Los que conocen la personificación de aquel monte dicen que es un hombre oscuro, borrado y malo. Este se llama Yana Ramán.
Y a un costado del centro Huallancayog, situado entre los montes Yana Ramán y Sheguel Huamán, existía una pequeña laguna llamada Mama Llipu.
Dicen que las lagunas son las mujeres de las montañas. Y esta laguna Mama Llipu era una mujer de extraordinaria belleza. De ella se hallaban prendados los principales montes de la región como Sheguel Huamán y Yana Ramán, y hasta de lugares distantes como Huayhuash y Carhua Raju.
En estas circunstancias, surgió la rivalidad entre Yana Ramán y Sheguel Huamán. Y como Mama Llipu dio sus preferencias a este último, el lacerante y vengativo Yana Ramán atacó a Sheguel Huamán. Después de una fuerte batalla en la que hubo presencia de violentos terremotos, rayos y tormentas en el mundo (que es como pelean las montañas); Yana Ramán sale victorioso y mata a Sheguel Huamán, hundiéndolo en lo profundo de la laguna. Hasta ahora se puede ver el cadáver blanco y largo de esta montaña al centro de las aguas azules del lago Lauricocha.
Mama Llipu, que no varió sus sentimientos, murió también poco a poco de tristeza y secándose. Y de la bella laguna de otros tiempos, solo quedó reducida a un pequeño pantano.
Yana Raman se quedó solo, cada vez más hosco, como dios temible y poderoso en la zona de Lauricocha.

### Los Huari y los Yaros / Llacuaces
Se menciona que, a manera de un poderoso rayo, Apu Liviac Cancharco cayó de los cielos. Este tuvo muchos hijos y les ordenó establecerse por diversas partes. Los que llegaron a Otuco fueron:
- Liviac Choquerunto y su hermano Liviac Carhua Runta, progenitores del ayllu Otuco.
- Liviac Raupoma y su hermano Vichupoma, progenitores del ayllu Julca.
- Liviac Nauin Tupia y su hermano Liviac Guac Tupiac, progenitores del ayllu Allauca.

Liviac Cancharco les otorgó a sus hijos un poco de tierra para que, donde hallasen una semejante, allí se estableciesen. En Mangas no los recibieron; en Guancos se quedaron un año y finalmente se acercaron a Otuco.
Desde las partes altas, los hermanos Llacuaces enviaron a un muchacho con una llama para que conversara con la gente de los dos ayllus de este pueblo: Huari Guachancho y Taruca Chancho. Estos mataron al muchacho, desollaron viva a la llama y de esa forma devolvieron el animal a los Llacuaces.
Presenciada la afrenta, los Llacuaces se indignaron; sin embargo, decidieron utilizar otro recurso más al enviar a un indio transformado en un pájaro llamado Chuichu.
El pájaro entró cantando ante los indios del ayllu Guachancho, los cuales estaban en medio de una gran fiesta acompañada de la música de tambores y pincullos. Al notar la presencia del ave, los indios del ayllu Guachancho lo menospreciaron y lo tildaron como un acto de cobardía y de mal gusto propio de los Llacuaces de las alturas.
A raíz de esta segunda ignominia, los Llacuaces irrumpieron violentamente a Otuco: Estos armaron una tempestad de espesas neblinas negras y violento granizo como huevos grandes. Asimismo, ellos embistieron con liwis de oro y plata.
De esa manera, los Llacuaces despojaron a los Huari de sus casas, chacras, haciendas y comidas. Asimismo, estos dieron muerte a todos los Huari y solo dejaron con vida a un poblador junto a su hermano; pues estos dos se arrodillaron ante los Llacuaces.
Este se llama Marca Cuipac y su hermano Paria Putacac. Junto a ellos, los Llacuaces formaron una alianza Huari-Llacuaz en la localidad de Otuco.
Las tres parejas de hermanos Llacuaces, por ser los primeros conquistadores, tenían sus mallquis y la de sus familiares guardadas en tres cuevas debajo de la tierra.